# Arâches-la-Frasse
Arâches-la-Frasse is een gemeente in het Franse departement Haute-Savoie (regio Auvergne-Rhône-Alpes). De plaats maakt deel uit van het arrondissement Bonneville. Arâches-la-Frasse telde op 1 januari 2022 1.777 inwoners.

## Geografie
De oppervlakte van Arâches-la-Frasse bedroeg op 1 januari 2022 37,69 vierkante kilometer; de bevolkingsdichtheid was toen 47,1 inwoners per km².
bedroeg op 1 januari 2022 37,69 vierkante kilometer; de bevolkingsdichtheid was toen 47,1 inwoners per km².

## Demografie
Onderstaande figuur toont het verloop van het inwonertal (bron: INSEE-tellingen).